# Markus Frenzl

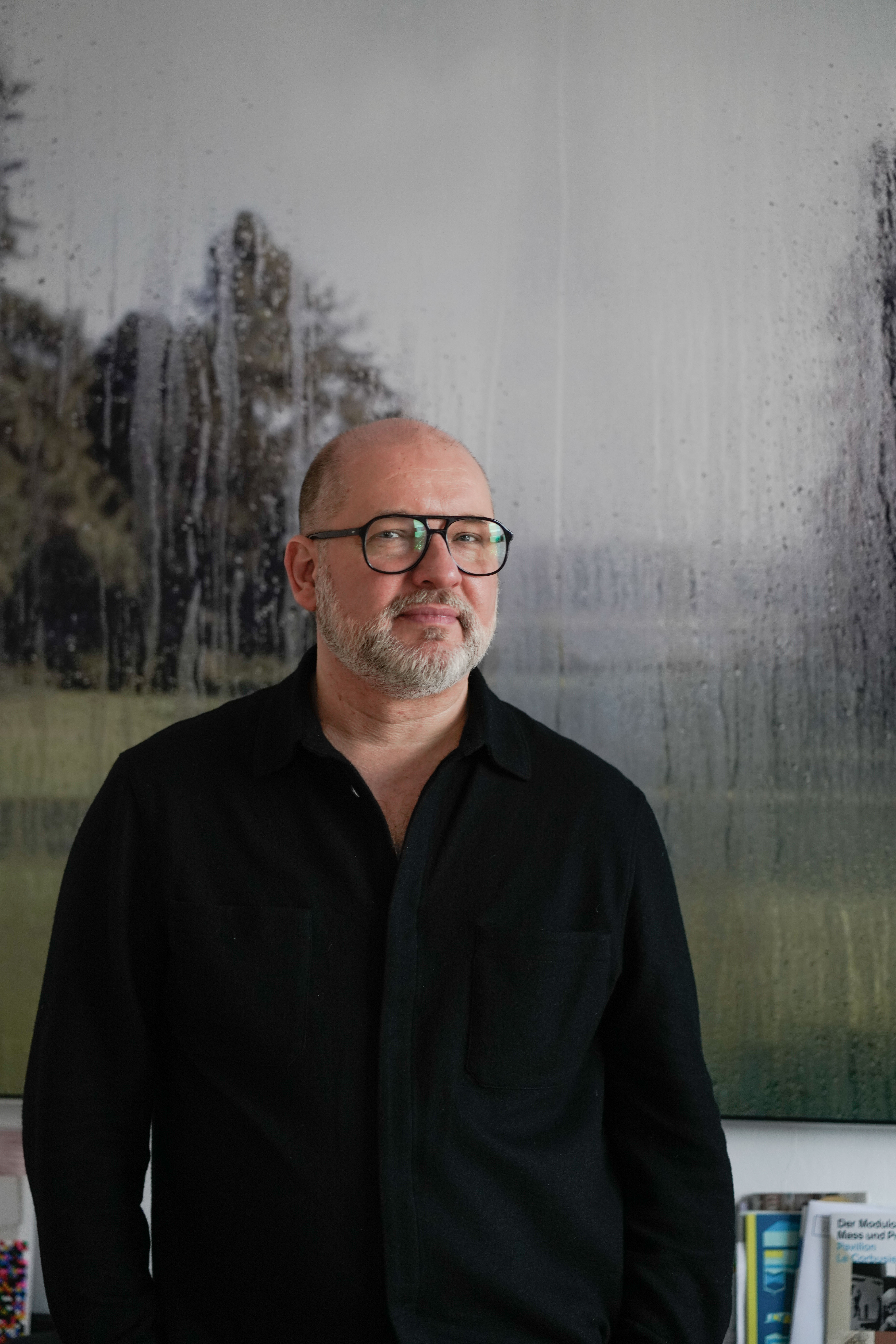
Markus Frenzl (2023; Foto: Ingmar Kurth)

Markus Frenzl (* 1970 in Rothenburg ob der Tauber) ist ein deutscher Designtheoretiker, Designkritiker, Designberater, Designforscher und Hochschullehrer. Seit 2010 lehrt er als Professor für Design- und Medientheorie an der Hochschule für angewandte Wissenschaften München.

## Leben
Markus Frenzl wuchs in Bad Mergentheim auf und studierte Produktgestaltung an der Hochschule für Gestaltung Offenbach am Main mit den Schwerpunkten Konzeption, Designtheorie und Designgeschichte u. a. bei Bernhard E. Bürdek, Richard Fischer, Jochen Gros, Petra Kellner, Lore Kramer und Dieter Mankau. 1998 schloss er sein Studium mit einer theoretischen Diplomarbeit zum Thema „Einfachheit im Design“ ab.
Bereits während des Studiums schrieb er für Fachpublikationen wie die form. Als Designkritiker publiziert er seitdem in zahlreichen Fach- und Publikumsmedien (u. a. in Architektur & Wohnen, Baumeister, Design Report, Domus Deutschland, Du, Elle Decoration, form, Stylepark, NZZ) sowie in Buchpublikationen zur Design- und Alltagskultur, zum öffentlichen Designbild sowie zur kulturellen und gesellschaftlichen Relevanz des Designs. Im Design Report veröffentlichte er ab 2010 bis zur Einstellung des Magazins 2019 die regelmäßige Kolumne „Designerglück“, zu deren Buchpublikation er seit 2019 in verschiedenen deutschen Städten Lesungen abhält.
Mit seinem Frankfurter Büro 4gzl/designkontext ist er als Designberater in den Bereichen Konzeption, Kommunikation und Corporate Publishing für Unternehmen wie ClassiCon, COR, e15, FSB, Lufthansa, Magazin, Merck, die Messe Frankfurt oder Serien Lighting tätig. Zahlreiche seiner Projekte wurden mit Designpreisen ausgezeichnet. 2010–2014 war er Vorstandsvorsitzender von Hessen Design, er ist Mitglied mehrerer Designverbände und vielfach als Beirat, Redner, Kurator und Juror tätig.
Zwischen 2003 und 2009 hatte er mehrere Lehraufträge für Designtheorie und Theorie der Produktsprache an der Hochschule für Gestaltung Offenbach am Main. Ab 2010 lehrte er als Vertretungsprofessor, 2011 wurde er als Professor für Design- und Medientheorie an die Fakultät für Design der Hochschule München berufen. Dort lehrt er in den Arbeitsfeldern „Sozialer Wandel und transformative Prozesse“ sowie „Designtheorie und Designkultur“ des Bachelor- und Masterstudiums. Seine Forschungsschwerpunkte sind Design- und Innovationskulturen, Kultursemiotik, das öffentliche Designbild und die Rezeption der Designmoderne sowie Design als Kulturproduktion im Kontext von Transformation, Digitalisierung und Globalisierung.
Seit 2021 hat er zudem eine Forschungsprofessur für Design- und Innovationskulturen der Hightech Agenda Bayern (HTA) inne, in deren Rahmen er 2024 das Designkulturen Institut für Angewandte Designforschung (dci) an der Hochschule München gründete. Ziel des dci ist es, Wahrnehmungs-, Wissens-, Handlungs-, Innovations- oder Unternehmenskulturen durch Design zu erforschen und vertraute kulturelle Muster weiterzuentwickeln, um sie kulturell anschlussfähig zu machen und Impulse für soziale, ökologische, technologische und unternehmerische Zukünfte zu geben.

## Veröffentlichungen (Auswahl)
- Ich will’s orange – Zum Aufstieg und Fall der Farbe Orange. In: design report. 10/2000.
- Die Ulmer Ikone – Zur Ikonisierung des Ulmer Hockers. In: Gerda Breuer (Hrsg.): Designgeschichte ausstellen. Die Designsammlung der Universität Wuppertal. Bergische Universität, Wuppertal 2005.
- Rückkehr aus dem Luxusland. Über das Imageproblem einer Branche und die vergessenen Ideale einer Disziplin. In: du 766 – Design. Was den Alltag formt. (= Zeitschrift für Kultur. Nr. 4). Mai 2006.
- Every crinkle tells a story – Stühle und Patina. In: Sandra Hofmeister (Hrsg.): Mein liebster Stuhl/My fayourite chair: Von Architekten, Designern und ihren Lieblingsstühlen/Of Architects, Designers and their Favourite Chairs. Callwey-Verlag, München 2008, ISBN 978-3-7667-1739-9.
- The surge of simplicity in a complex world. In: Gerlinde Schuller: Designing universal knowledge – The world as Flatland – Report 1. Lars Müller Publishers, Baden/Schweiz 2009, ISBN 978-3-03778-149-4.
- Was heißt hier Designkultur? – Essays zum zeitgenössischen Design 2006–2009. Trademark Publishing, Frankfurt am Main 2009, ISBN 978-3-9812294-8-6.
- Wechselwirkungen – Zu den Wechselbeziehungen von Mode und Möbeln. In: Bonner General-Anzeiger. 01./2. August 2009.
- Nüchtern betrachtet – Zur neuen Wahrnehmung des alten Braun-Designs. In: Welt am Sonntag. Sonderausgabe „Industrie und Design“, Februar 2012
- Wer trägt hier schwarze Rollis? – Von Rivalität und kultivierten Klischees unter zwei verwandten Disziplinen. (zu den Disziplinen Architektur und Design), In: form. 243/2012.
- The Return of Warmth – Wie Buntmetalle ins zeitgenössische Design zurückkehrten. In: Antonia Henschel: Objects: Alle Metalle. Trademark Publishing, Frankfurt am Main 2012, ISBN 978-3-9814885-7-9.
- Falling Stars – Vom Mythos des genialischen Designers und dem Autorendesigner als Auslaufmodell. In: form. 275/2018.
- Schreiben als Designprinzip – Zum Stand des Designjournalismus und der Bedeutung der Designkritik in der Hochschullehre. In: Siegfried Gronert, Thilo Schwer (Hrsg.): Designkritik – Theorie, Geschichte, Lehre. av edition, Stuttgart 2018, ISBN 978-3-89986-278-2.
- Das nächste Mal kommen Sie ohne Blumen! Sie sind selbst Blume genug. – Erinnerungen zur Designgeschichte-Lehre von Prof. Lore Kramer in den 1990er-Jahren. In: K. Wagner, Matthias (Hrsg.): Lore Kramer. Ich konnte ohne Keramik nicht leben. Museum für Angewandte Kunst, Frankfurt am Main 2019, ISBN 978-3-89986-302-4.
- Die Faszination von Serie und Linie. Zu Thonet als Design-Mythos der Moderne. In: Angelika Nollert (Hrsg.): Thonet & Design. Ausstellungskatalog Die Neue Sammlung – The Design Museum. Verlag der Buchhandlung Walther König, München 2019, ISBN 978-3-96098-582-2.
- Designerglück: Von Designmenschen und anderen Mysterien der Designkultur. av edition, Stuttgart, 2019, ISBN 978-3-89986-323-9.
- Die Sitzgruppe als Seelenzustand – Volker Albus‘ Fahrt von der Autobahn auf den Römerberg. In: Wilhelm E. Opatz (Hrsg.): Architekturführer Frankfurt 1980–89. Junius-Verlag, Hamburg 2020, ISBN 978-3-96060-525-6.
- Waldbretterbude und Hoheitszeichen - Zur Semantik des Hochsitzes. In: Ebbing, Georg (Hrsg.): Seltene Typen 2 / Ansitzeinrichtungen. Trademark Publishing, Frankfurt am Main 2024, ISBN 978-3-9823978-2-5.
- Denken in Pappe und Polystyrol - Modelle im Design zwischen Ideenspeicher, Gegenständlichkeitskonserve und Kontaktreliquie. In: Grit Weber und Matthias Wagner K, Museum Angewandte Kunst in Frankfurt am Main (Hrsg.): In Material denken: Das Modell zwischen Designprozess und Museumssammlung. av-Edition, Stuttgart 2024, ISBN 978-3-89986-423-6